# 帯留
帯留（おびどめ）は、女性が帯締めに通す飾り物の装身具。「帯止」という漢字が使われることもある。京都の花柳界では、舞妓用の帯留を「ぽっちり」と呼ぶ。

## 帯留の発生と形態の変遷

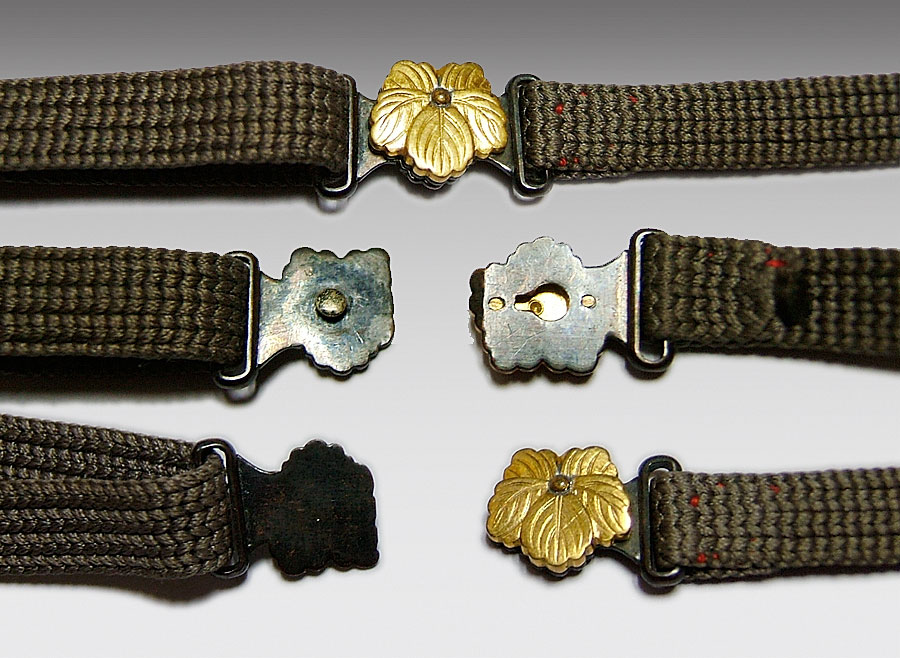
帯留の原形・留め金具式（パチン式）帯留の一例

帯留の歴史は、江戸時代後期、文化・文政年間（1804年 - 1829年）に、始まる。

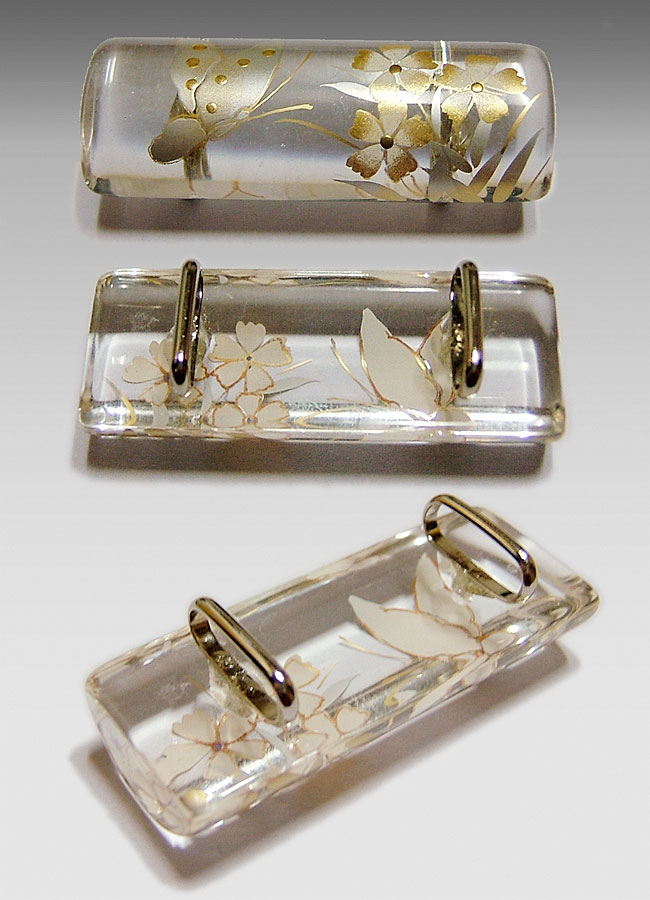
明治25年頃に現れ、その後主流となった、紐通し式帯留の一例

帯留という言葉の初出は、1822年（文政5年）。帯留は、当時、胴締や上締とも呼ばれ、帯留の原形と帯締めの原形の、その双方を指し、腰帯・しごき帯・布を仕立てた「丸ぐけ」「平ぐけ」と呼ばれる紐・真田紐・組紐を結ぶものと、留め金具式のものとがあった。紐は現在の帯締めへと発展し、留め金具は、現在の帯留へと発展していった。
現在の帯留へと発展していく、留め金具式の帯留は、現在の帯留とは形状が異なっていた。
それは、装飾性もあるが、実用性が高い、帯がほどけないようにする為の「帯の固定金具」であり、「紐を通すのではなく、紐の両端に表金具と裏金具を取り付け、合わせて引っ掛ける構造」だった。当初は、主に男性が用い、女性は老女が用いていたが、女性にも広まっていき、男性から女性へと移行していった。
幕末（1853年 - 1869年）から明治初期にかけては、芸者衆の間で流行した。芸者衆は、客の男性の、刀の小柄・目貫・柄頭などの刀装具や、煙草入れなどを「契りの証しとして」帯留に作り替えて用いた ものと思われる。
明治に入ってからは「パチン留め」と呼ばれた。1876年（明治9年）に廃刀令がでると、不用になった刀装具を転用するという形で、帯留の使用が盛んになった。廃刀令で失職した、刀装具を加工していた職人は、帯留め職人となった。以降、帯留は、「一時は、帯締めには必ず帯留めをするもの、というくらい」大流行する。刀装具などを作り替えた、留め金具式（パチン式）の古い帯留が、現在も残っている。

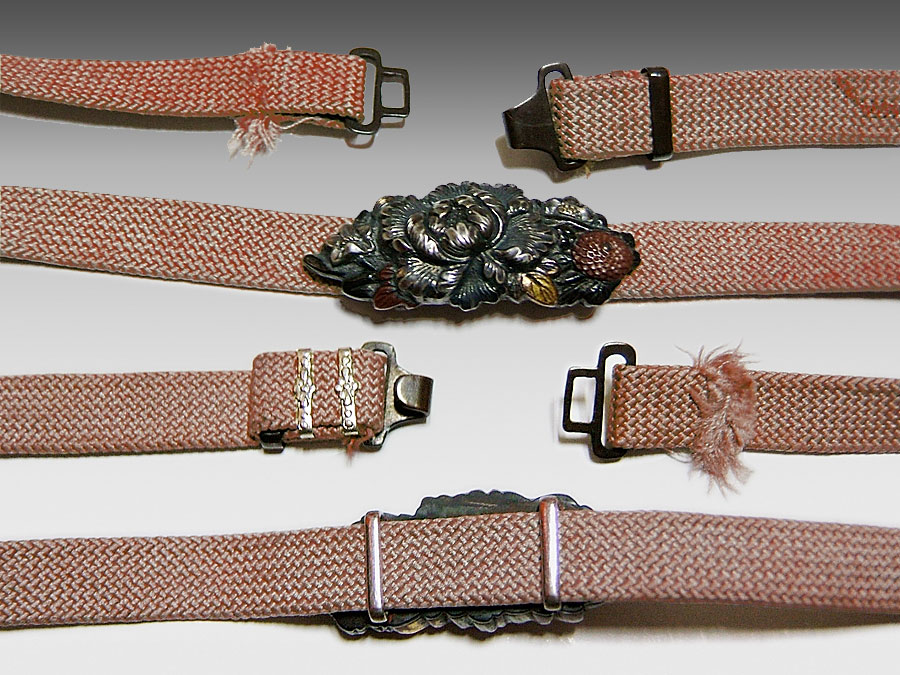
フック式留め金具と紐通し式帯留の併用の一例

1892年（明治25年）頃から、現在のような紐に通す形式の帯留が現れて流行し、「パチン留め」は徐々に廃れ、帯留は、実用性の高い帯の固定金具から、完全なる装身具へと変わっていった。
装飾を全く廃した実用性そのもののフック式の留め金具と、装身具そのものの紐通し式帯留が併用されることもあったが（この場合、実用性そのもののフック式留め金具は、後ろに隠して使われる。）、現在ではあまり見かけず、紐通し式の帯留のみ用いるのを主流とする。

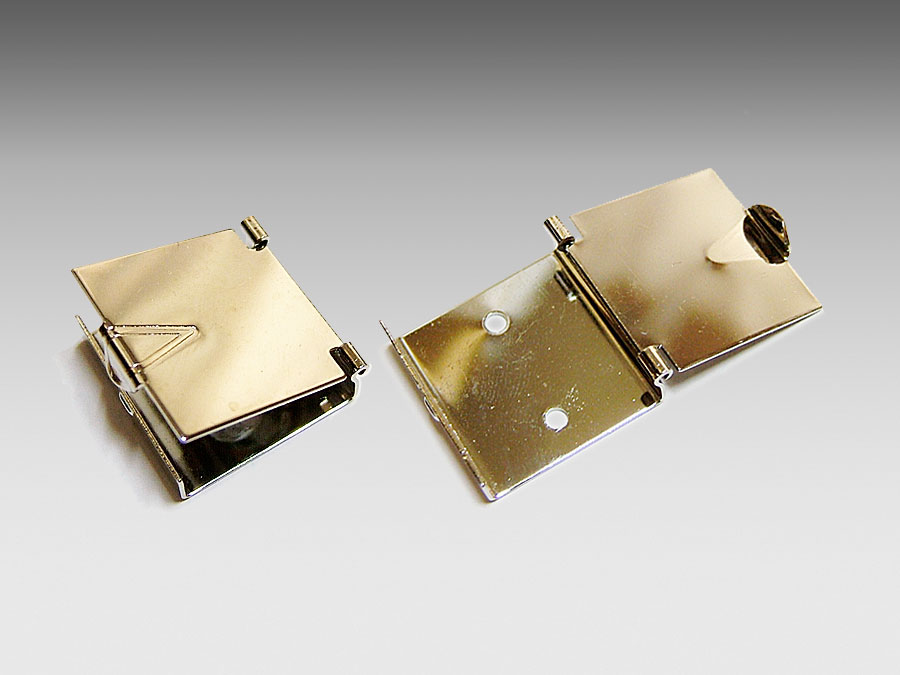
開閉式帯留に使われる金具

現在の帯留には、主流の紐を通す形式の他に、帯締めの上から金具で押さえるクリップ式・開閉式の帯留があり、紐通し式に比べて、厚みのある紐に使え、帯締めを締めた後にも使えるという利点がある。どちらも、金具を使ったあとに、金具の間に紐が通り、留め金具式帯留とは異なって、純然たる装身具である。

## 素材
帯留の素材は、珊瑚、翡翠、瑪瑙、琥珀、象牙、鼈甲（べっこう）、蒔絵、螺鈿、貝、カメオ、水晶、ダイヤモンド、真珠、ルビー、エメラルド、サファイア、金、銀、プラチナ、金属に七宝を施したもの、木彫、陶器、ガラス、トンボ玉、セルロイドなどで、工芸品が多用される。

## 帯留に用いる帯締め

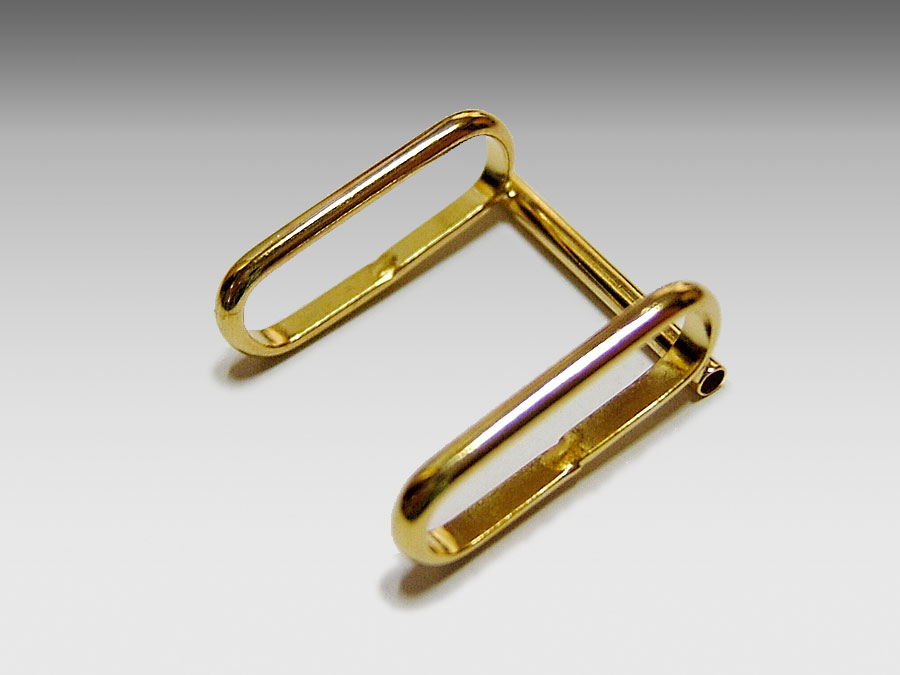
ブローチを帯留に転用させる金具の一例

帯留は、通常、平たい帯締めに通して使う。幅二分 - 三分の、細い帯締め用の帯留が多い が、幅の広い帯締め用の帯留も、ある。舞妓が使用する「ぽっちり」を通す帯締めは、一般には出回らない、一寸もの幅がある。
幅二分〜三分の、細い平打ち（平組）の帯締めは、帯留をより目立たさせるために組まれるようになったものである。
帯留として作られたものでなくとも、紐を通す部分があれば帯留として代用が可能である。洋装用のブローチなどは、帯留に転用でき、ブローチを帯留に転用させる金具も市販されている。

## TPO

### 帯留と季節
翡翠素材は、夏用とされることがある。水晶素材は、夏用とされることがある。珊瑚素材は、冬用とされることがある。

### 茶席と帯留
簡素を旨とする茶会では、「茶席の道具の美しさに匹敵するものはない」という意味や、万が一にも道具を傷つける等の粗相がないよう、帯留は避ける。「寂びた装いの一つとして使うのであれば、かまわない」とする考え方もあるが、その場合でも茶会の性質を吟味し、師匠や諸先輩に意見を伺い、常識をふまえて決めるのが適当だとされる。

### 喪服と帯留
喪服に帯留は、避ける。黒い石なら良いとする考え方 や、通夜・葬儀には不可だが一回忌までなら色喪服に翡翠・真珠・水晶のみ可、以降は通常通りとする考え方、法事の略喪服に翡翠・真珠など数珠に用いられる貴石なら良いとする考え方 などがあるが、良しとするかどうかも含めて本や人によって色々と違いがある。

### 花柳界の正装と帯留

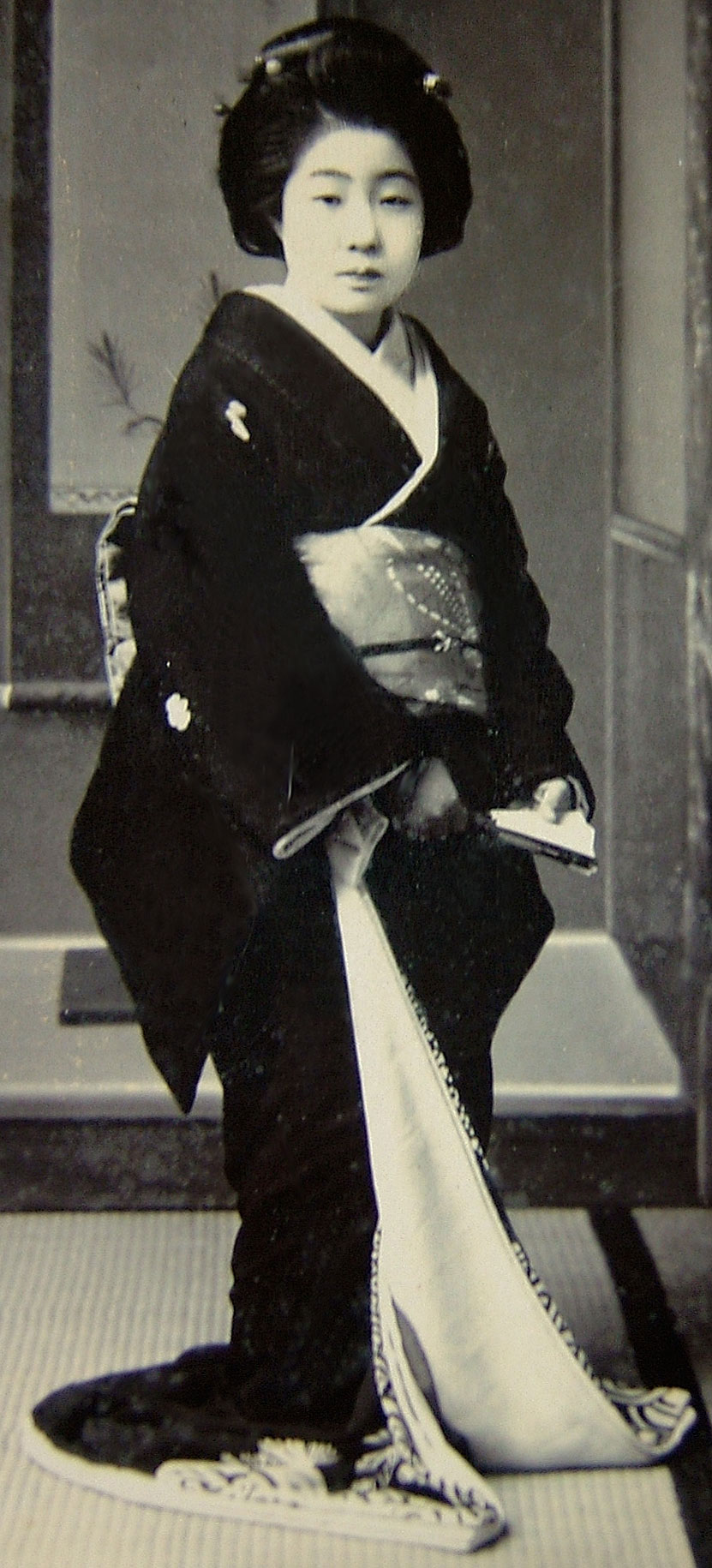
黒の五つ紋付に帯留をつけた、戦前の、京都の芸妓の写真の一例。

戦前の写真には、黒の五つ紋付の正装に帯留を用いる姿が残されているが、現在は、黒の五つ紋付の正装に、帯留は使用しないとされる。

### 上流社会の礼装と帯留

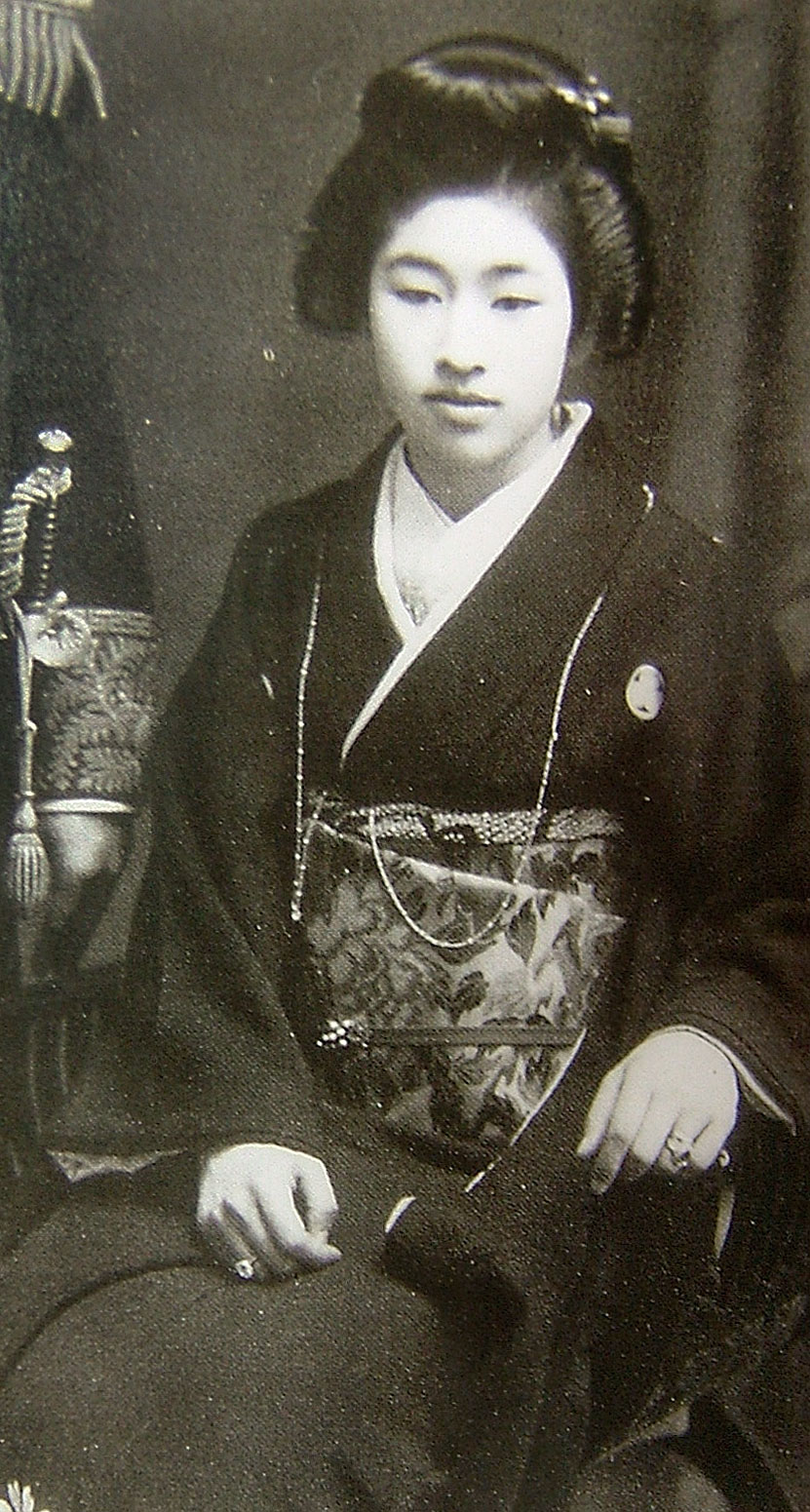
黒の五つ紋付に帯留をつけた、徳川慶喜家の奥方（有栖川宮威仁親王第2王女實枝子）。

上流社会では、日本が欧風化していくに当たって、華やかな西洋の宝飾品に対抗できる和装品の一つとして、宝石を使った帯留が、戦前からもてはやされた。フォーマルな席では、「宝石を豪華に飾る（西洋の）ローブ・デコルテに対し、日本婦人の紋付き（色留袖）にノー・ジュエリーは見劣り」がし、宮内庁筋から、「きものの礼装のときは帯留めや指輪に宝石を」と、お達しが出たこともある。紋付色留袖・丸帯の礼装に合わせて、ルビー・サファイア・エメラルドを使った帯留は、夜のパーティーやレセプションで、ダイヤモンド・真珠を使った帯留は、昼夜を問わず、活躍した。また、1931年（昭和6年）、皇族の女王が降嫁するに当たって撮影された婚礼記念写真の中に、女王が引き振り袖に丸帯、三分程の幅の帯締めに帯留を通して着用した姿（夫君は、モーニングコート着用にシルクハット、手袋をお持ちの姿） や、1944年（昭和19年）、鷹司家の現当主の両親の結婚式の写真に、鷹司家の令嬢が、帯留を用いている姿、1981年（昭和56年）、一橋徳川家の当主の勲一等瑞宝章授章式の際に撮影された記念写真に、当主に随伴された鳥取藩主池田家出身の夫人が、五つ紋付きの色留袖に帯留を用いる姿 などが、残されている。
このように、上流社会では、「和服にもフォーマルのときには帯止めと指輪に宝石を使う」 ようになったが、黒留袖には、帯締めとして、帯留には通常は通らない、白の丸ぐけ紐（布を仕立てて綿をくるんだ紐）を用いるのを本来の姿とする（振袖にも、丸ぐけ紐を用いるのが本来の姿とされる。）。しかし、徳川将軍家や徳川慶喜家の奥方、徳川慶喜家や紀伊徳川家出身の奥方、加賀前田氏出身の奥方、正仁親王妃華子御成婚の際の告期の儀の津軽家の奥方などの、旧華族の写真に、五つ紋付きの黒留袖に帯留を通した幅二分〜三分の平打ち（平組）の帯締めを用いている姿が残っており、本来の姿は別として、黒留袖に帯留を使用することは、全くタブーでは無かった（振り袖も同様である）。
なお、留袖に用いる帯留は、ダイヤモンド・ルビー・サファイア・エメラルド・真珠の五大宝石もしくはアレキサンドライト・ヒスイを加えた七大宝石のものがふさわしいとされる。また、振り袖に用いる帯留は、ルビー・真珠・オパール・珊瑚・金・銀・七宝などがふさわしいとされる。

### 一般社会の礼装と帯留
花柳界や上流社会を別とした一般社会では、礼装に帯留を用いるか用いないかに関して、様々な説がある。黒留袖に帯留は、使用してもしなくとも構わないとする説や、その説にのっとった記述やグラビアが多数見られる が、他には、礼装用の帯留は黒留袖よりも色留袖に合わせるほうが無難という説、帯留はパーティーや街着用とする説、黒留袖・色留袖着用の際や式典には帯留は用いないとする説、ダイヤモンドや真珠の帯留でもパーティーの訪問着用とする説、宝石・金銀細工・蒔絵の帯留でも訪問着・付け下げ・色無地・よそゆき小紋用とする説 などが、ある。礼装に帯留を使用する場合は、宝石や、鼈甲、金銀蒔絵のものがふさわしいとされる。